# Quyền LGBT ở Vanuatu
Quyền đồng tính nữ, đồng tính nam, song tính và chuyển giới (tiếng Bislama: ???; tiếng Anh: lesbian, gay, bisexual and transgender; tiếng Pháp: lesbiennes, gays, bisexuels et transgenres) ở Vanuatu có thể phải đối mặt với những thách thức pháp lý mà những người không phải LGBT không gặp phải. Hoạt động tình dục đồng giới đã hợp pháp từ năm 2007, nhưng các hộ gia đình do các cặp đồng giới đứng đầu không đủ điều kiện cho các biện pháp bảo vệ pháp lý tương tự dành cho các cặp vợ chồng khác giới.
Năm 2011, Vanuatu đã ký "tuyên bố chung về chấm dứt các hành vi bạo lực và vi phạm nhân quyền liên quan dựa trên xu hướng tính dục và bản dạng giới" tại Liên Hợp Quốc, lên án bạo lực và phân biệt đối xử với người LGBT.
VPride Foundation là một nhóm nhân quyền Vanuatuan ủng hộ quyền LGBT, tự do ngôn luận và tự do tôn giáo. Nhóm đã tổ chức nhiều sự kiện để nâng cao nhận thức của người LGBT ở Vanuatu. Một số trong những sự kiện này đã được các quan chức chính phủ tham dự.

## Bảng tóm tắt
| Hoạt động tình dục đồng giới hợp pháp                                                                                       | (Từ năm 2007)                            |
| Độ tuổi đồng ý | (Từ năm 2007)                            |
| Luật chống phân biệt đối xử chỉ trong việc làm                                                                              | / (Từ năm 2013; một số biện pháp bảo vệ) |
| Luật chống phân biệt đối xử trong việc cung cấp hàng hóa và dịch vụ                                                         | No                                       |
| Luật chống phân biệt đối xử trong tất cả các lĩnh vực khác (Bao gồm phân biệt đối xử gián tiếp, ngôn từ kích động thù địch) | No                                       |
| Hôn nhân đồng giới | No                                       |
| Công nhận các cặp đồng giới                                                                                                 | No                                       |
| Con nuôi của các cặp vợ chồng đồng giới                                                                                     | No                                       |
| Con nuôi chung của các cặp đồng giới                                                                                        | No                                       |
| Người LGBT được phép phục vụ công khai trong quân đội                                                                       |                                          |
| Quyền thay đổi giới tính hợp pháp                                                                                           | No                                       |
| Truy cập IVF cho đồng tính nữ                                                                                               | No                                       |
| Mang thai hộ thương mại cho các cặp đồng tính nam                                                                           | No                                       |
| NQHN được phép hiến máu | No                                       |